# Lijst van TCR International Series-coureurs
De volgende coureurs hebben ten minste één start in de TCR International Series gemaakt tussen 2015 en 2017. Alle coureurs die WTCC-races hebben gereden, staan cursief afgedrukt.

## A
- Sjota Abchazava
- Sergey Afanasyev
- Giacomo Altoè
- Antonio d'Amico
- Rodolfo Ávila

## B
- Andrea Belicchi
- Enrico Bettera
- Tom Boardman
- Dušan Borković
- Paritat Bulbon
- Antti Buri

## C
- Martin Cao
- Daniele Cappellari
- David Cebrián
- Michela Cerruti
- Keith Chan
- Samson Chan
- Chen Jian Hong
- Michael Choi
- George Chou
- Jimmy Clairet
- Roberto Colciago
- Stefano Comini - Kampioen 2015, 2016
- Aurélien Comte
- Tom Coronel
- Pierre-Yves Corthals
- Guillaume Cunnington
- Lucile Cypriano

## D
- Grégoire Demoustier
- Aleksei Dudukalo
- Denis Dupont

## E
- Duncan Ende
- Franz Engstler
- Luca Engstler
- Tomas Engström

## F
- Carlotta Fedeli
- Luigi Ferrara
- Mario Ferraris
- Ferenc Ficza
- Josh Files
- Petr Fulín

## G
- Rafaël Galiana
- Jordi Gené
- Kevin Gleason
- Mikhail Grachev
- Grégory Guilvert

## H
- Nattachak Hanjitkasen
- Loris Hezemans
- Henry Ho
- Michael Ho
- Robb Holland
- Mat'o Homola
- Johnson Huang
- Robert Huff
- Alex Hui

## I
- Narasak Ittiritpong

## J
- Thomas Jäger
- Florian Janits
- Márk Jedlóczky

## K
- Davit Kajaia
- Hussain Karimi
- Lou Hon Kei
- Salman Al Khalifa
- Douglas Khoo
- Danny Kroes
- Kantadhee Kusiri

## L
- Kari-Pekka Laaksonen
- Jaap van Lagen
- Edgar Lau
- Kenneth Lau
- Rattanin Leenutaphong
- Nattanid Leewattanavaragul
- Jack Lemvard
- Benjamin Lessennes
- Benjamin Leuchter
- Kelvin van der Linde
- Daniel Lloyd
- Sam Lok
- William Lok

## M
- Kenneth Ma
- Gabriele Marotta
- Alain Menu
- Norbert Michelisz
- Alexander Mies
- Jens Reno Møller
- Edouard Mondron
- Guillaume Mondron
- Fernando Monje
- José Monroy
- Tiago Monteiro
- Francisco Mora
- Gianni Morbidelli
- René Münnich

## N
- Dániel Nagy
- James Nash
- Alessandra Neri
- Michel Nikjær
- Oscar Nogués
- Chariya Nuya

## O
- William O'Brien
- Jordi Oriola
- Pepe Oriola
- Markus Östreich

## P
- Aurélien Panis
- Armando Parente
- Nicky Pastorelli
- Stian Paulsen
- Aku Pellinen
- Maxime Potty
- Harald Proczyk
- Pasarit Promsombat
- Kevin Pu

## R
- Ildar Rakhmatullin
- Luca Rangoni
- Davide Roda
- Diego Romanini
- Pol Rosell

## S
- Munkong Sathienthirakul
- Bas Schouten
- Gordon Shedden
- Vladimir Sheshenin
- Igor Skuz
- Filipe de Souza
- Tin Sritrai
- Grant Supaphongs
- Zsolt Szabó

## T
- Mak Hing Tak
- Tang Chi Lun
- Gabriele Tarquini
- Attila Tassi
- Jiang Tengyi
- Nicki Thiim
- Norbert Tóth
- Kevin Tse
- Terence Tse

## V
- Hugo Valente
- Lorenzo Veglia
- Jean Karl Vernay - Kampioen 2017
- Frédéric Vervisch
- Milovan Vesnić

## W
- Neric Wei
- Dan Wells
- Sunny Wong

## Y
- Andy Yan
- Frank Yu

## Z
- Zhang Ya Qi
- Zhendong Zhang